# David Batanero
Artikeln följer den spanska namnseden; faderns efternamn är Batanero och moderns efternamn Puigbó.
David Batanero Puigbó, född 27 september 1988, är en spansk fotbollsspelare som spelar för AE Prat.

## Karriär
Den 30 mars 2017 värvades Batanero av GIF Sundsvall, där han skrev på ett treårskontrakt. Batanero gjorde allsvensk debut den 22 juli 2017 i en 2–2-match mot Halmstads BK. Efter säsongen 2019 lämnade han klubben.
Den 4 februari 2020 blev Batanero klar för Mjällby AIF, där han skrev på ett ettårskontrakt. I december 2020 värvades Batanero av UD Ibiza, där han skrev på ett ettårskontrakt med option på ytterligare ett år. I oktober 2021 gick Batanero till CE Manresa. Den 12 januari 2022 värvades han av AE Prat i spanska fjärdeligan.